# Герц, Фридрих Отто
Фридрих Отто Герц (нем. Friedrich Otto Hertz, англ. Frederick Hertz, также известен по псевдониму Германус Либер, Germanus Liber; 26 марта 1878 года, Вена ― 20 ноября 1964 года, Лондон) ― австрийский и британский социолог, экономист и историк. Социал-демократ.

## Биография
Фридрих Герц учился в гимназии Франца-Иосифа в Вене и после получения аттестата зрелости в 1897 году начал изучать право и экономику в Венском университете.
Книга Герца «Die agrarischen Fragen im Verhältnis zum Sozialismus» (Вена, 1898; русский перевод: «Аграрные вопросы», СПб, 1900) сыграла заметную роль в полемике об аграрном вопросе и аграрной программе, которая велась в рядах германских социал-демократов в начале XX века, и широко использовалась русскими народниками в их борьбе против марксизма. Критика этой работы дана К. Каутским в его работах по аграрному вопросу и В. И. Лениным («Аграрный вопрос и „критики Маркса“»).
В 1901—1902 году учился в Мюнхенском университете, а в 1903 году защитил диссертацию в Вене на тему учётной и валютной политики Австро-Венгерского банка в 1892―1902 годах. Во время учебы Герц присоединился к социал-демократам.
Ещё до окончания учебы он работал журналистом в Вене. В 1905―1906 годах ― редактор журнала «Путь. Еженедельный журнал политики и культуры» (Вена― Лейпциг). Затем трудился в торговой ассоциации и в швейцарской страховой компании. В 1914 году женился на Эдит Хирш, враче, от которой у него было двое детей.
Во время Первой мировой войны Фридрих Отто Герц служил в австро-венгерской армии, в последние два года войны ― в Научном комитете по военной экономике Императорского и Королевского Военного министерства в Вене. В первые двенадцать послевоенных лет (до 1930 года) Герц работал советником в Федеральной канцелярии Австрии в Вене. Он занимал должность главы департамента, в частности, занимался улучшением отношений Австрии с Великобританией, США и государствами-преемниками Австро-Венгерской монархии, а также вопросами международной торговли.
В 1930―1933 годах Герц был профессором мировой экономики и социологии в Университете Галле-Виттенберга в Галле-ан-дер-Заале (Саксония-Анхальт). После прихода нацистов к власти он был уволен со службы (1 мая 1933 года) и бежал в Вену, где жил до 1938 года и занимался научной деятельностью. Он подвергался нападкам со стороны нацистского режима как «еврей, масон и пацифист» за свои публикации по вопросам расы и национальности.
В апреле 1938 года он эмигрировал с семьёй в Лондон, а в 1946 году получил британское подданство под именем Фредерик Герц. В военные и послевоенные годы он занимал руководящие должности в австрийских эмигрантских организациях. До самой смерти он жил в Лондоне как учёный, читал лекции и проводил семинары.

## Сочинения
- Modern theories of race (1904).
- The production base of Austrian Industry (1918).
- Balance of payments viability and Austria (1925).
- Capital needs, capital and national income in Austria (1929).
- Nationality in History and Politics (1944).
- The economic problem of the Danubian States (1947)
- The Development of the German Public Mind, 3 volumes (1957-62).
- Аграрные вопросы в связи с социализмом / С предисл. Эд. Бернштейна. Пер. с нем. под ред. [и с предисл.] И. С. Дурново. — Москва, 1901. — [2], 4, X, 340 с.
- Социализм и национальный вопрос / Пер. с рукописи. — Санкт-Петербург, 1907. — 71 с.